# M. Stanley Whittingham
Michael Stanley Whittingham (22. december 1941) er en britisk-amerikansk kemiker: Han er ansat som professor i kemi og direktør for Institute for Materials Research og materialevidenskab og engineering ved Binghamton University, der er en del af State University of New York. Han modtog nobelprisen i kemi i 2019 sammen med John B. Goodenough og Akira Yoshino "for deres udvikling af lithium-ion-batterier"."
Whittingham spillede en vigtig rolle i udviklingen af lithium-ion-batterier. Han opdagede interkalation-elektroder i 1970'erne, og lavede grundige beskrivelser af interkalationsreaktioner til genopladelige batterier i 1970'erne. Han har det oprindelige patent til konceptet ved at bruge interkalationskemi til energitætte, meget reversible lithium-batterier.